# Лора Підгірна
Лари́са Підгі́рна (Лора Підгірна) (нар.13 липня 1976, Кам'янець-Подільський район, Хмельницька область) — українська письменниця, історикиня, громадська діячка, голова ГО «Товариство Сонця та Місяця», авторка проєкту "Літературний туризм ".
Доктор філософії у галузі історичної науки Кам'янець-Подільський національний університет імені Івана Огієнка

## Біографія
Народилася 13 липня 1976 року у селі Шустівці, Кам'янець-Подільського району, Хмельницької області. Навчалася в Кам'янець-Подільській ЗОШ № 4, міському ліцеї № 18 Закінчила з відзнакою історичний факультет Кам'янець-Подільського Національного університету імені Івана Огієнка.
Працювала журналісткою в Кам'янець-Подільській газеті «Подолянин». Була редактором газети «Погляд» (м. Хмельницький). Найдовше співпрацювала з «Подільською порадницею» та «Криминальним обозрением». Завдяки роботі в журналі «Краля» мала змогу познайомитися з багатьма публічними людьми України.
Десять років проживала в Києві, працювала в газеті «Життя, як воно є». У Кам'янці-Подільському продовжила займатися журналістикою та літературно-мистецькими проєктами. Зокрема створила власне видання про культуру, мистецтво та непересічних людей «PROMO LUX» та започаткувала проект «Літературний туризм», який успішно діє уже впродовж сім років на територіях Хмельниччини, Тернопільщини, Львівщини. Пізніше, у Волочиську, видавала повнокольорове регіональне видання «Вечірні Новини» та продовжила діяльність культурологічних, краєзнавчих та просвітницьких проєктів, зокрема «Петлюрівські читання» у Кам'янці на Поділлі, «Свято Срібної сурми» — родинне дитяче свято на честь народження УПА та Козацької Покрови, краєзнавчий проект «Тарноруда», «Під знаком Білої Троянди» та «Чорні Запорожці повертаються».
У 2017 році авторка започаткувала у серії «Український історичний вестерн» цикл романів саги «Шведіана» «Пригоди Марка Шведа». Наразі, у видавництві «КМ-Букс» вийшла перша частина під назвою «Червона Офелія» (2017)
друга — «Печатка Святої Маргарити» [Архівовано 8 березня 2022 у Wayback Machine.] (2018). третя — «Під чужим прапором» (2019) та четверта — «Полювання на чорного дика» (2020)
У травні 2017 року побачив світ її новий історично-авантюрний роман, що став лауреатом Міжнародного конкурсу «Коронація Слова-2017» — «Омбре. Над темрявою і світлом», який розповідає про діяльність ордену тамплієрів на Поділлі.
Зараз авторка працює над продовженням роману «Омбре», який носитиме назву "Екліпс.Темінь наступає" та історичним романом з елементами фентезі «Хутір «Осіяння»», який, за словами Лори Підгірної, розповідатиме про діяльність УПА і стане такою собі «Сторожовою заставою для дорослих».
У 2023 році  у видавництві  "Абетка" https://www.abetka.in.ua/  вийшло продовження саги «Шведіана» «Пригоди Марка Шведа», п'ята книга  "І велети падають".
У видавництві Фоліо (видавництво) виходить новий цикл історичних шпигунських ретро-романів  «ORIENT». Сюжет  даного циклу перенесе читачів у 20-30-ті рр. ХХ ст.  занурить в атмосферу міжвоєнного Стамбулу та протистояння таємного легіону  українських екзильних спецслужб із радянською розвідкою. 
Також, у видавництві Фоліо (видавництво) виходить цикл пригодницький ретро-романів «Інесса Путс. Панянка-детектив з Проскурова». 
Авторка працює над продовженням саги "Шведіана",  продовжує роботу над історично-біографічним романом про генерал-полковника Армії УНР Олександра Удовиченка "Стій сонце над Гаваоном". За її ініціативи 4 грудня 2018 року перейменовано вулицю на честь Олександра Удовиченка.
Лора Підгірна є авторкою наукових досліджень та публікацій, що увійшли до наукових збірників  Інституту Історії України  та КПНУ ім. Івана Огієнка а також має ряд публікацій на ресурсі "Історична правда" https://www.istpravda.com.ua/authors/61cc526588454/
З науковим доробком  історикині Лори Підгірної можна ознайомитися на ресурсі https://kpnu-ua.academia.edu/  на персональній сторінці  науковиці: https://kpnu-ua.academia.edu/ЛораПідгірна
13.06.2025 року науковиця захистила дисертацію на тему «Діяльність нелегальної резидентури  ДЦ УНР  в екзилі "Стамбульська платформа" 1929-1935 рр.»  і їй присуджено науковий ступінь доктора філософії  в галузі історичних наук.  Кам’янець-Подільському національному університеті імені Івана Огієнка  
Лора Підгірна захоплюється  історією, кіно, кулінарією, музикою, подорожами.
Улюблені автори та історичні постаті Нікколо Макіавеллі Олександр Дюма, Ден Браун, Агата Крісті, Елізабет Ґілберт